# Shalenghexiang (ort i Kina, Shanxi Sheng, lat 39,20, long 112,49)
Shalenghexiang är en ort i Kina. Den ligger i provinsen Shanxi, i den norra delen av landet, omkring 150 kilometer norr om provinshuvudstaden Taiyuan. Antalet invånare är 14 100. Befolkningen består av 6 593 kvinnor och 7 507 män. Barn under 15 år utgör 16,0 %, vuxna 15-64 år 73 %, och äldre över 65 år 9,0 %.
Runt Shalenghexiang är det ganska tätbefolkat, med 149 invånare per kvadratkilometer. Närmaste större samhälle är Jiazhuang, 6,3 km nordost om Shalenghexiang. Trakten runt Shalenghexiang består i huvudsak av gräsmarker.
Genomsnittlig årsnederbörd är 633 millimeter. Den regnigaste månaden är juli, med i genomsnitt 184 mm nederbörd, och den torraste är januari, med 3 mm nederbörd.